# Pirmane
Pirmane so naselje v Občini Cerknica.